# Aldehuela de la Bóveda (kommunhuvudort)
Aldehuela de la Bóveda är en kommunhuvudort i Spanien.   Den ligger i provinsen Provincia de Salamanca och regionen Kastilien och Leon, i den centrala delen av landet, 200 km väster om huvudstaden Madrid. Aldehuela de la Bóveda ligger 784 meter över havet och antalet invånare är 336.
Terrängen runt Aldehuela de la Bóveda är huvudsakligen platt. Aldehuela de la Bóveda ligger nere i en dal. Runt Aldehuela de la Bóveda är det mycket glesbefolkat, med 7 invånare per kvadratkilometer. Närmaste större samhälle är La Fuente de San Esteban, 18,1 km väster om Aldehuela de la Bóveda. Omgivningarna runt Aldehuela de la Bóveda är huvudsakligen savann.